# Тегеранский инцидент
Тегеранский инцидент с НЛО 1976 года — случай наблюдения неопознанного летающего объекта (НЛО), визуально и с помощью радара, в столице Ирана Тегеране ранним утром воскресенья 19 сентября 1976 года. 
Инцидент примечателен тем, что вблизи объекта наблюдались радиоэлектронные помехи: у двух перехватчиков F-4 Phantom II пропала связь, дала сбой бортовая аппаратура, когда они приблизились к объекту, ещё у одного из самолётов временно отказали орудийные системы.
Инцидент, обширно освещённый на четырёхстраничном докладе Разведывательного управления министерства обороны США, переданном в Белый дом, Государственному секретарю США, Объединённому комитету начальников штабов, Агентству национальной безопасности и Центральному разведывательному управлению, является одним из самых хорошо документированных аномальных феноменов с участием военных в истории. При этом различные высокопоставленные военачальники Ирана, вовлечённые в события, признают, что наблюдаемый объект мог иметь внеземное происхождение.

## Инцидент
19 сентября 1976 года, приблизительно в 00:30 по местному времени, тегеранский командный пост ВВС Ирана получил четыре телефонных сообщения от жителей городского округа Шемиран о необычной активности в ночном небе. Некоторые из звонивших рассказывали о птицеподобном объекте, другие о ярко светящемся вертолёте.
Когда выяснилось, что никаких вертолётов в воздухе нет, был вызван командующий ВВС округа генерал Ёсефи. Генерал сначала посчитал, что наблюдаемое свечение — обычный звездный свет, но после совещания с диспетчерской Международного аэропорта Мехрабад и личного наблюдения очень яркого объекта, размерами превосходящего видимые с Земли звезды, он решил поднять в воздух один перехватчик F-4 Phantom II с военной базы ВВС Шахрохи в Хамадане, в 282 км (175 милях) к западу от Тегерана.
В 1 час 30 минут F-4, управляемый капитаном Мохаммадом Реза Азизхани взлетел и проследовал к точке в 64 километрах к северу от Тегерана. Объект был столь ярким, что его было видно за 112 километров. Когда самолёт приблизился к объекту примерно на 40 километров, у него отключилась вся аппаратура и потерялась связь, что вынудило Азизхани изменить курс и вернуться обратно на базу. На обратном пути все системы работали нормально.
В 1:40 в воздух поднялся второй F-4, под управлением лейтенанта Парвиза Джафари. Джафари впоследствии ушёл на пенсию в качестве генерала и 12 ноября 2007 принял участие в конференции Национального Пресс Клуба (англ. National Press Club), посвящённой исследованию феномена НЛО во всём мире (смотрите ниже). Джафари обнаружил объект на радаре своего самолёта на расстоянии 43 километра. На радаре объект был похож на Боинг 747. Когда до объекта оставалось 40 километров, он начал движение, сохраняя постоянное расстояние от F-4, который летел со скоростью 150 миль в час (241 километра в час). Яркость объекта не позволила определить его размеры. Свет, исходящий от НЛО, перемежался синим, зелёным, красным и оранжевым. Огни попеременно мигали, но так быстро, что казались горящими одновременно.
Пока объект и F-4 летели на юг, более мелкий второй объект отделился от первого и направился к F-4 на высокой скорости. Лейтенант Джафари, думая, что его атакуют, попытался запустить ракету «Сайдуайндер», но вдруг отключилось всё оборудование, включая оружейные системы, и связь. Попытки их перезапустить успехом не увенчались. Объект пролетел под ним и за короткое время удалился на 4 или 5 километров, затем вернулся к первому объекту.
Как только F-4 развернулся, вся аппаратура возобновила свою работу. Пилот самолёта увидел ещё один ярко светящийся объект, отделившийся от первого и полетевший к земле на большой скорости. Он ожидал увидеть столкновение с землёй и взрыв, но посадка была мягкой. Позже F-4 облетел это место на меньшей высоте и отметил место падения светящегося объекта. Джафари позже говорил, что объект был таким ярким, что были видны скалы вокруг него. Объект приземлился неподалёку от Rey Oil Refinery на границе Ирана.
Гражданский пассажирский самолёт, приближавшийся к Мехрабаду, тоже потерял связь, пролетая над тем же местом. Как и F-4, они видели ещё один объект цилиндрической формы с постоянными яркими огнями на концах и вспыхивающими посередине. Приблизившись, объект облетел F-4. Диспетчерская Мехрабада сообщила, что в воздухе ничего не было, но персонал вышки мог видеть объект в направлении, данном Джафари. Годы спустя, главный диспетчер и генерал признались, что объект облетел вышку, отключив там всё оборудование.
На следующий день экипаж F-4 прилетел на вертолёте к месту посадки меньшего объекта. В свете дня не было найдено никаких следов. Затем они облетели местность и к западу поймали[чем?] заметный «пикающий» сигнал. Громче всего сигнал был около маленького дома, поэтому они приземлились и опросили жителей дома о необычных событиях предыдущей ночи. Они ответили, что слышали громкий шум и видели яркий свет, подобный молнии.
Дальнейшие исследования места посадки, включающие измерение радиации, по всей видимости проводились, но их результаты так и не были опубликованы. Эти события произошли перед падением династии Пехлеви (1979), и записи в Тегеране могли не уцелеть.
Военный спутник-шпион тоже зафиксировал этот случай: американский ИСЗ DSP-1 наблюдал инфракрасную аномалию во время инцидента и в течение часа после него.

## Сведения Разведывательного управления министерства обороны США
Качество доклада оценивалось согласно специальной форме Разведывательного управления министерства обороны США. Согласно этой форме:
«Выдающийся случай. Считается классическим наблюдением НЛО, удовлетворяющим всем критериям достоверного наблюдения:
а) Объект наблюдался с нескольких разных позиций (Шамиран, Мехрабад, самолёты, диспетчерская вышка и пересохшее солёное озеро).
б) Высокая надёжность многих наблюдателей (генерал ВВС, квалифицированные пилоты и опытные диспетчеры).
в) Визуальные наблюдения подтверждены радарными.
г) Сходные электромагнитные эффекты наблюдались на трёх разных самолётах.
д) Наблюдались психологические эффекты появления НЛО (то есть потеря ночного зрения из-за яркости объекта).
е) НЛО обладали большой манёвренностью».

## Мнения некоторых свидетелей
В 1994 году во время подготовки телевизионной программы Sightings были опрошены многие свидетели инцидента. Почти все говорили об объекте, как о высокотехнологичном произведении внеземного разума.
Один из лётчиков, Ядди Назери, предположил, что объект двигался со скоростью между двумя и тремя тысячами миль в час. Он сказал, что объект «…был превыше всякой скорости и мощи. Позже F-4… всё равно не смог бы его перехватить. Вот когда я увидел, что это НЛО». Назери добавил, что «…ни у одной страны нет таких летающих объектов, поэтому я думал, что он с другой планеты».
Пилот второго F-4, Парвиз Джафари, сказал, что после неудачной попытки запустить ракету он испугался за свою жизнь и попытался катапультироваться, но соответствующая кнопка не сработала. На пресс-конференции 12 ноября 2007 года в Вашингтоне Джафари добавил, что главный объект выпустил четыре меньших объекта, один из них полетел по направлению к самолёту и вернулся обратно к главному, второго Джафари попытался атаковать, ещё один следовал за ним, последний ярко светился и упал в пустыню. Пилоты обоих перехватчиков, отвечая на вопрос, заданный на пресс-конференции, сказали, что были уверены, что видят объект внеземного происхождения. (подробнее смотрите ниже)
Генерал Надер Ёсефи сказал, что приказал поднять в воздух два перехватчика. Он показал, что «Из-за опыта, который я получил 19 сентября 1976, я поверил, что там что-то есть. Мы не знаем, что это и откуда оно появилось».
Ёсефи припомнил много деталей, которые уже упоминались в отчётах, но также добавил много новых. Он сказал, что второй F-4, потеряв связь и возможность управлять оружием, попытался преследовать НЛО. Но даже на скорости, соответствующей 2 числам Маха (то есть вдвое превышающей скорость звука) он не мог догнать объект. Пилоты решили вернуться в аэропорт Мехрабад. По словам Ёсефи, когда самолёт приближался к земле, ему позвонили из диспетчерской и сказали, что НЛО преследовал его до самой базы.
Диспетчер, Хоссейн Пирузи, сказал Sightings, что пилот был в панике из-за большого НЛО, летевшего прямо за ним. По словам Пирузи и других диспетчеров, объект пролетел над Мехрабадом на высоте примерно 660—750 метров (2200—2500 футов). Описывается цилиндрический объект размером с рейсовый автобус с немигающими яркими огнями на концах и мигающим на середине. На время пролёта НЛО в диспетчерской выключилось электричество, хотя с остальными частями аэропорта было всё нормально. НЛО полетел на запад и через 25 минут замечен пилотом египетских авиалиний над Средиземным морем, затем над Лиссабоном пилотом, экипажем и пассажирами самолёта авиакомпании KLM, которые утверждали, что объект двигался на запад через Атлантический океан.
На следующий день в Тегеране началось расследование. Заместитель командующего ВВС Ирана генерал-лейтенант Абдоллах Азарбарзин опросил всех начальников и написал доклад. Генерал Джафари, пилот второго F-4, подтвердил, что был среди опрошенных и на допросе присутствовал американский полковник, который делал записи.
В заключение диспетчер Пирузи так вспоминал о вопросах Азербазина: «Когда они услышали наш доклад и доклады наших пилотов, они решили, что ни одна страна не обладает такими технологиями и что они верят, что этот странный объект был из космоса».
В интервью Sightings Азербазин подтвердил слова Пирузи. Он сказал, что по их мнению объекты преднамеренно вывели из строя электронику обоих самолётов и диспетчерской. Об объектах, которые отделились от НЛО, Азербазин сказал: «Пилоты назвали их огненными шарами, но мы все думаем, что это были очень мощные волны электромагнетизма, которые отключили всю электронику: VHF, UHF, системы контроля за вооружением, радар, оружейная связь, всё. Всё выключилось».
Азербазин также сказал, что второй пилот хорошо рассмотрел НЛО снизу, когда второй F-4 выходил из аварийного пике. В интервью Sightings и исследователю доктору Брюсу Маккаби (англ. Bruce Maccabee), что второй пилот рассмотрел форму объекта, которая, по его словам, была круглой, как тарелка или блюдце, с куполом или кабиной, выглядевшей, как полусфера, светящаяся оранжевым или жёлтым светом, в которой не было видно экипажа.
Рассмотрев все факторы, учитывая чрезвычайную способность объекта к ускорению, Азербазин пришёл к выводу, что НЛО превосходило всю известную людям военную технику.
Об этом заключении было доложено генералу Хатэми, личному военному советнику шаха, который велел передать доклад Военной Консультационной Группе (англ. MAAG) Соединённых Штатов в Тегеране. Так отчёт попал к главе MAAG в Иране генералу Ричарду Сэкорду (англ. Richard Secord). Генерал Азербазин не сообщил, видел ли Сэкорд этот доклад, но другой высокопоставленный офицер ВВС Ирана, Мамуд Сабахат, сказал Sightings, что он присутствовал на встрече в ночь инцидента и заявил: «Это появление НЛО было первым в истории наших ВВС».
Генерал Азербазин также сказал Маккаби, что все материалы расследования были переданы ВВС США. Тем не менее, ВВС США заявляют, что их единственный доклад по инциденту — показания пилота второго F-4.

«Я верю в НЛО. Я не могу не замечать их существования. Они хотят как-то наладить контакт с землянами. Они пытаются, и они это сделают».
— из интервью генерала Азербазина для Sightings

## Различные детали и документы
1 октября 1976 в Iran Times были опубликованы переговоры лейтенанта Джафари, пилота второго перехватчика. Самолёт летел к Тегерану со сверхзвуковой скоростью. Джафари сказал, что заметив его приближение, НЛО увеличил скорость. «По размеру оно было похоже на половину луны, если смотреть на неё с земли. Оно светилось фиолетовым, оранжевым и белым, в три раза ярче луны».
Слышно, что Джафари приказали вернуться на базу, если он не сможет догнать объект, и он прервал погоню. Когда он возвращался, он сказал диспетчерам, что НЛО развернулось и догоняет своих преследователей, и он, возможно, будет вынужден сесть. «Что-то догоняло меня сзади… Я думаю, оно хотело в меня врезаться. Пролетело прямо подо мной, едва меня не коснувшись…» Обеспокоенный голос пилота был явственно слышен на кассете.
В статье также говорилось, что пилот говорил о «ярком круглом объекте 4,5 метров в окружности, отделившимся от НЛО». Также сказано, что подлинность объекта подтверждена двумя пилотами F-4, несколькими диспетчерами и свидетелями, которые с земли наблюдали «яркое тело», то ли летящее по небу, то ли падающее с неба.
Другой документ, обнародованный позже, сообщал об очень похожем объекте, наблюдавшимся в тот же день 3 или 4 часа спустя (в 1 или 2 часа местного времени), в небе уже над Марокко. Документ был из американского посольства в Рабате. Сообщается, что полиция Марокко получила множество сообщений об объекте, летящем параллельно атлантическому побережью на небольшой высоте. Объект был круглой или трубчатой формы, летел, не издавая шума. Один из работников посольства, пожелавший остаться неизвестным, сказал, что он летел медленно, словно заходил на посадку. Сначала он казался дискообразным, но по мере приближения вытягивался.
Госсекретарь США Генри Киссинджер выступил с обращением через 10 дней, заняв официальную позицию США по вопросам НЛО. Он сказал, что все наблюдения НЛО могут быть объяснены естественными причинами и дальнейшее расследования не требуется. Киссинджер сказал, что, возможно, наблюдатели видели метеор или спутник.
В ходе расследования выяснилось, что статья о тегеранском инциденте была написана в 1978 (см. галерею) в MIJI Quarterly, периодическом издании Electronics Security Command в Сан Антонио,Техас. Доклад в целом приводил сведения Разведывательного управления Министерства обороны США, но начинался словами:

Иногда в своей карьере каждый пилот может встретиться с чем-то необычным, что не может быть полностью объяснено логикой или последующим расследованием. Эта статья рассказывает о таком эпизоде, о котором поведали экипажи двух F-4 Phantom Имперских Военно-воздушных Сил Ирана в конце 1976. Не ожидается никакого объяснения или дополнительной информации: историю унесёт ветром и о ней, наверно, забудут, но это будет интересное и, возможно, волнующее чтение.

## Освещение инцидента в СМИ
- Телевизионная программа The Sightings освещала инцидент в 1994 году, были опрошены многие свидетели. (см. выше)
- В документальном фильме канадского режиссёра Пола Кимбела «Best Evidence», снятом в 2007 году тегеранский инцидент был назван одним из 10 лучших наблюдений НЛО. Этот список был составлен путём опроса ведущих исследователей НЛО[11].
- На пресс-конференции Национального Пресс Клуба в Вашингтоне 12 ноября 2007 пилот второго F-4, генерал Парвиз Джафари рассказал о том, как он пытался сбить «объект, переливающийся красным, зелёным, оранжевым и синим». Он добавил, что «Четыре объекта разных форм один за другим отделились от главного. Когда они приблизились ко мне, оружие заклинило и нарушилась связь. Один из объектов полетел прямо на меня. Я подумал, что это ракета. Я попытался сбить его ракетой с тепловым наведением, но моя оружейная панель погасла. Другой следовал за мной, пока я спускался обратно. Один из отделившихся объектов приземлился на открытой местности и излучал такой сильный свет, что был виден песок вокруг. Всё это сопровождалось писком, о котором пролетающие мимо самолёты докладывали ещё несколько дней…» На вопрос о том, был ли это инопланетный корабль, он ответил, что полностью уверен в этом[12].

## Скептические объяснения и анализ
В своей книге «НЛО: Общенародное Заблуждение» разоблачитель Филип Дж. Класс (англ. Philip J. Klass) заявлял, что свидетели видели астрономическое тело, возможно Юпитер, указывая на некомпетентность пилотов и износ оборудования.
Яркий объект был впервые замечен в Шемиране, самом северном районе Тегерана. Одним из наблюдателей на северо-западе города был сам генерал Ёсефи, который приказал поднять в воздух перехватчики. Самолёты поднялись с базы Хамадан в 175 милях западнее юго-запада[прояснить] от Тегерана. А Юпитер был на востоке, то есть угол между Юпитером и НЛО составлял 90 градусов. Кроме того, второй F-4 преследовал НЛО от севера до юга Тегерана. Опять же, Юпитер был примерно в 90 градусах от этой траектории.
Оба перехватчика видели объект на радаре, что невозможно для астрономического объекта, такого как звезда или планета. Многие другие детали Класс не смог объяснить, как, например, поломки аппаратуры в диспетчерской, у обоих перехватчиков и трёх гражданских самолётов в этом регионе. Джером Кларк (Jerome Clark) комментировал:

«Теория Класса предполагает отсутствие у значительной части иранских свидетелей даже зачаточных технических знаний и навыков наблюдения. В некоторой степени было бы легче считать, что никаких свидетельств не существовало и иранские очевидцы их сфабриковали. И генерал Азербарзин и диспетчер Перузи ввели всех в заблуждение»— Кларк, с. 312

## Оценки
Некоторые исследователи считают этот инцидент одним из самых важных случаев наблюдения НЛО. Одним из главных доказательств внеземного происхождения НЛО считается поломка F-4 при попытке атаковать объект и сбои в работе оборудования на двух разных самолётах.

## Похожие инциденты
Похожий инцидент с НЛО произошёл над Тегераном в 1978 году, и снова наблюдались электромагнитные помехи. Доклад, представленный Агентству национальной безопасности и другим разведывательным службам США, опирался на иранскую англоязычную газету Tehran Journal.
В статье утверждалось, что 16 июля группа людей видела НЛО в северной части Тегерана. Один из свидетелей сказал, что видел объект, появившийся в небе и зависший прямо над ним. Свидетели сказали, что «это был странный пылающий объект», который казался зависшим на юго-западе над Савехом (полпути между Тегераном и Хамаданом). Свидетели связались с местным радио и диспетчерской Мехрабада, где подтвердили существование объекта, но ничего больше не пояснили. В статье также сказано, что «Руководители диспетчерской аэропорта Мехрабада и экипажи самолётов Lufthansa также сообщали о неполадках с оборудованием».
В статье вкратце упоминалось о другом наблюдении НЛО в апреле 1978 года. Местный пилот сказал, что ему и его второму пилоту удалось сфотографировать ярко светящийся объект, летящий между Ахвазом и Тегераном (Ахваз находится в 200 милях к юго-западу от Тегерана). Он не мог обнародовать фотографии, пока ему не дали разрешения в управлении гражданской авиации. Этот случай подтверждён радарными наблюдениями. «Руководство диспетчерской Мехрабада заявило, что на экранах радара был виден объект примерно в 20 раз превышающий по размерам самые крупные самолёты». Было проведено расследование, но его результаты не обнародованы.

## Галерея
- Документы ВВС США по инциденту (страница 1)
- Документы ВВС США по инциденту (страница 2)
- Документы ВВС США по инциденту (страница 3)